# 1762년 아라칸 지진
1762년 아라칸 지진(영어: 1762 Arakan earthguake)은 1762년 4월 2일 현지시간 오후 5시경 벵골만 연안에서 발생한 강진으로, 진원지는 지금의 방글라데시 치타공에서 미얀마 아라칸 사이의 연안 어딘가로 추정된다. 지진의 모멘트 규모는 Mw8.5~8.8, 최대 진도는 XI(Extreme)으로 추정된다.
지진의 여파로 벵골만에 지역적인 해일이 발생하여 최소 200명이 사망했다. 또 주요 피해 지역마다 지반의 융기와 침하가 모두 발생하였으며, 다카 동쪽을 흐르던 브라마푸트라강의 물길이 자무나강을 거쳐 150km 서쪽으로 떨어진 곳을 향해 바뀌는 원인이 되었다.

## 지질학적 환경

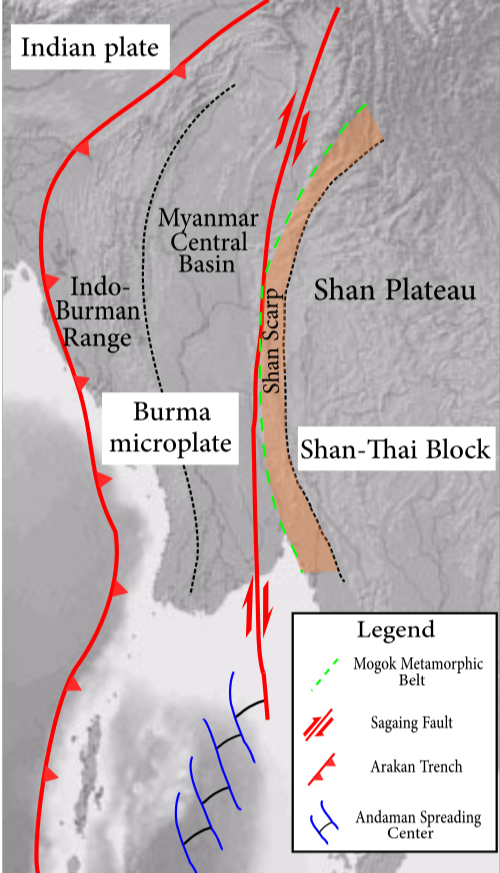
미얀마 주변 지질 구조를 나타낸 지도. 사교성 경계인 아라칸 해구가 왼쪽에 표시되어 있다.

방글라데시 동부와 미얀마 남서부는 인도판과 유라시아판이 사선으로 만나는 사교성 수렴 경계 위에 있다. 이로 인한 지각변형에서 충상단층 작용지대(경계 수직운동을 받는 작용지대)와 주향이동 작용지대(인도판이 북쪽 운동하는 힘을 받는 작용지대)로 갈리는 수준은 경계선에 따라 달라진다. 판의 운동벡터와 평행하게 뻗는 순수 주향이동 경계는 서부 미얀마 벼랑을 따라 이어지며, 북쪽으로 갈수록 경계지대의 서쪽 끝에 있는 인도-미얀마 쐐기습곡과 충상지대로 변화해가며, 그보다 더 동쪽에는 우수향 주향이동단층, 특히 쿠보 단층과 저가잉 단층 등이 자리한다. 벵골만 동쪽 경계를 따라 활동하는 섭입 단층의 존재 여부는 아직 학계에서 논쟁중이다.

## 지진
치타공에서는 지진이 약 4분간 지속되었다. 진원지는 명확히 밝혀지지 않았으며, 치타공 근처부터 아라칸 해안을 따라 위치한 곳까지 넓은 곳 중 하나에서 발생했을 것으로 추정된다. 단층 파열 길이 역시 불확실하지만 700 km에 달했다는 설이 존재한다. 이는 폴섬에서 램리섬까지 미얀마 연안을 따라 기록된 융기범위와 북쪽의 치타공 일대 침하면적에 근거한 것이다. 700 km 길이의 단층에 추정 단층 변위 10 m를 더하면 모멘트 규모 기준 최대규모는 Mw8.8이 된다.
최근 연구에서는 단층 파열 길이가 500 km로 더 짧다는 설이 제기되었는데 여기에 추정변위 9 m~16 m를 더하면 모멘트 규모는 약 Mw8.5로 조정된다. 그 밖에도 학계에서는 측면 확산으로 인한 침강이나 융기가 1762년 지진과 명확히 관련이 있는지 확답할 수 없어 당시 지진 규모를 합리적으로 추정하기란 어렵다고 지적하며, 대략 규모 7~8의 지진으로 여기는 것을 선호하고 있다.
버마 연안을 따라가는 융기해안을 조사한 연구에서는 총 세 차례의 융기가 있었다는 증거가 발견되며, 그 가운데 가장 최근에 있었던 융기는 1762년 지진으로 인한 것이라는 설을 내세웠다. 벵골만 연안의 세인트마틴섬 역시 지진의 여파로 2 m에서 2.5 m 융기한 것으로 알려져 있다. 이와 함께 1762년 지진은 약 500년~700년 주기로 반복해 발생한다고 추정된다.

## 피해

### 쓰나미
벵골만 북동쪽 연안과 다카, 콜카타에서 지진해일이 몰려왔다는 보고가 전해지고 있다. 벵골만 서쪽에서는 해일이 일었다는 기록이 없기 때문에 일부 지역에서만 해일의 여파가 몰아친 것으로 추정된다.

### 재산 피해
치타공에서는 벽돌로 지어진 건물이나 벽마다 무너지거나 크게 망가지지 않은 것이 없다는 보고가 전해졌다. 치타공 요새 내부에 있던 동인도 회사의 공장은 너무 심하게 파손되어 더 이상 안전하게 사용할 수 없게 되었다. 치타공 연안을 따라 약 160km² 면적의 해안이 바다 아래로 영원히 가라앉았으며, 콕스바자르 바로 북쪽에 있는 바르차라에서는 땅이 가라앉아 200명이 사망했다고 전해진다. 치타공 역시 분사와 지반균열 등 토양액상화로 인한 여파로 "심각한 피해를 입었다"고 전해진다.

## 같이 보기
- 지진 목록
- 미얀마의 지진 목록
- 방글라데시의 지진 목록

## 참고 문헌
- Gupta, H.; Gahalaut, V. (2009). “Is the Northern Bay of Bengal Tsunamigenic?”. 《Bulletin of the Seismological Society of America》 99 (6): 3496–3501. Bibcode:2009BuSSA..99.3496G. doi:10.1785/0120080379. ISSN 0037-1106.